# ディエップ (ニューブランズウィック州)
ディエップ（仏: Dieppe）は、カナダのニューブランズウィック州南東部を流れるペティコーディアック川 (Petitcodiac River) に面している。モンクトンに隣接しモンクトン大都市圏の一部を形成しており、特に人口の7割がフランス語を母語とするフランス語地域となっており公式に公用語はフランス語と制定している。1990年代以降はベッドタウンとして急速に成長しており、ニューブランズウィック州内では最も成長している都市である。ディエップ産業パークには大小の企業が多く入っている。
もともとディエップの町は「Léger Corner」と呼ばれたが、1942年にフランスのディエップで戦死した兵士を称えて、町制に移行した1946年に改名された。2003年にディエップは正式に市制へと昇格した。
市内中心部では新市庁舎の建設、新しいファーマーズ・マーケット、新設の複合オフィスビルなどの開発が現在進められている。

## 人口
2016年の人口は25,384人で州内4番目の規模であり、人口14万人を数えるモンクトン都市圏を構成している。人口増加率はニューブランズウィック州内の都市の中では最も高く、2001年から2011年にかけては20%を超える人口増加率を記録している。
| 年度   | 人口（人） | 増加率（%） |
| ------ | ---------- | ----------- |
| 2016年 | 25,384     | 8.9         |
| 2011年 | 23,310     | 25.6        |
| 2006年 | 18,565     | 24.2        |
| 2001年 | 14,951     | 19.6        |
| 1996年 | 12,497     | 17.3        |
| 1991年 | 10,650     | -           |

- 増加率は過去5年間の人口増加率を意味する。

## 言語
住民の7割以上が母語をフランス語とするフランス語圏である。ニューブランズウィック州内の自治体の中でもフランス語の割合が高く、結果的に州内各地からフランス語系住民の新規住民を引き込む要因となっている。フランス語は公式な市の公用語と制定されている。市民の間で話されるフランス語はシアク (Chiac) というアカディア方言 (Acadian French) である。
| 母語話者（ディエップ）2011 | 母語話者（ディエップ）2011 | 母語話者（ディエップ）2011 | 母語話者（ディエップ）2011 | 母語話者（ディエップ）2011 |
| -------------------------- | -------------------------- | -------------------------- | -------------------------- | -------------------------- |
|                            |                            |                            |                            |                            |
| フランス語                 | フランス語                 |                            | 72.93%                     | 72.93%                     |
| 英語                       | 英語                       |                            | 24.81%                     | 24.81%                     |
| その他                     | その他                     |                            | 2.25%                      | 2.25%                      |

## 教育
- ニューブランズウィックコミュニティカレッジ (Collège communautaire du Nouveau-Brunswick)  - フランス語のコミュニティカレッジ

## 交通
コーディアック・トランジット (Codiac Transit) が市内交通を担っている等、モンクトン都市圏と一体となっている。

## 主な施設
- シャンプレイン・パレス (CF Champlain Place) : 州内最大のショッピングモール。
- クリスタル・パレス: 遊園地。

## 姉妹都市
- ディエップ
- カレンクロ (Carencro)
- テルトー (Teltow)